# Messieurs les enfants
Messieurs les enfants est un roman de Daniel Pennac paru en 1997.
Cet ouvrage est parti d'un pari entre le cinéaste Pierre Boutron et l'écrivain Daniel Pennac : sur la base du même scénario, l'un devait aboutir à un film, l'autre à un livre. 
L'intrigue est un développement du roman pour enfants Kamo et moi du même auteur. 

## Résumé
Un vieux prof peu commode, Crastaing, donne un sujet de rédaction en punition à trois élèves récalcitrants de sa classe de cinquième (Igor Laforgue, Joseph Pritsky et Nourdine Kader) :  « Sujet : vous vous réveillez un matin, et vous constatez que, dans la nuit, vous avez été transformé en adulte. Complètement affolé, vous vous précipitez dans la chambre de vos parents. Ils ont été transformés en enfants. Racontez la suite. » Les trois enfants sont emportés dans la tourmente de la maxime sans cesse répétée par le vieux Crastaing : « L'imagination ce n'est pas le mensonge. »..